# 托尔利诺维梅尔卡蒂
托尔利诺维梅尔卡蒂（義大利語：Torlino Vimercati），是意大利克雷莫纳省的一个市镇。总面积5平方公里，人口433人，人口密度86.6人/平方公里（2009年）。国家统计（ISTAT）代码为019105。